# Jay Reatard
Jimmy Lee Lindsey Jr. (Memphis, 1 de mayo de 1980 - 13 de enero de 2010), conocido como Jay Reatard, fue un músico estadounidense de punk rock. Tenía contrato con Matador Records y realizó grabaciones tanto como solista como miembro de los grupos The Reatards y Lost Sounds.

## Discografía

### Con The Reatards

#### Álbumes
- Teenage Hate LP/CD (1998; Goner)
- Grown Up, Fucked Up LP/CD (1999; Empty)
- Live LP (2004; Goner)
- Bedroom Disasters LP/CD (2004; Empty)
- Not Fucked Enough LP/CD/CD-R (2005; Empty/Shattered)

#### 45s/EP
- Get Real Stupid 7" (1998; Goner)
- Get Out Of Our Way 7" (1999; Blahll!)
- Your So Lewd 7" (1999; Empty)
- Untitled 7" (2002; SSLD)
- Monster Child 7" (2004; Zaxxon)
- Plastic Surgery 7" (2005; Shattered)
- Totally Shattered Euro Tour 7" (2005; Compartido con Angry Angles y Tokyo Electron; Kenrock)
- I Lie Too 7" (2006; Zaxxon Virile Action)

### Con The Lost Sounds

#### Álbumes
- Memphis Is Dead LP/CD (2001; Big Neck!)
- Black-Wave 2xLP/CD (2001; Empty)
- Rats Brains & Microchips LP/CD (2002; Empty)
- Lost Sounds LP/CD (2004; In the Red)

#### 45s/EP
- Plastic Skin 7" (2000; Solid Sex Lovie Doll)
- 1 + 1 = Nothing 7" (2001; Empty)
- Split 7" with The Vanishing (2003; Cochon)
- Ice Age 7" (2004; Holy Cobra Society)
- Future Touch 12"EP/CDEP (2004; In the Red)

#### Recopilatorios
- Outtakes & Demos Vol. 1 CD-R (2001; Contaminated)
- Outtakes & Demos Vol. 1 LP (2002; Hate)
- Recent Transmissions: Demos & Outtakes Vol. 2 CD (2002; Contaminated)
- Demos II CD (2003; On/On Switch)
- Demos & Outtakes Vol. 2 3x7" (2004; Rockin' Bones)

### Con Bad Times
- Bad Times LP (2001; Goner/Therapeutic)
- Bad Times (Re-Edición) CD (2002; Sympathy For The Record Industry)

### Con The Final Solutions

#### Álbumes
- Disco Eraser LP/CD (2003; Misprint)
- Songs by Solutions LP/CD (2007; Goner)

#### 45s/EP
- Eat Shit 7" (2002; Therapeutic)
- Eye Don't Like You 7" (2005; Shit Sandwich)
- My Love Is Disappointing 7" (2005; Shattered)
- Return To The Motherland 7"  (2006; Frick & Frack)
- FS/DF 7"  (2007; Jethrow)

### Con Nervous Patterns

#### Álbumes
- Nervous Patterns CD-R/CD/LP (2003/2004; Contaminated/Cochon)

#### 45s/EP
- You Can't Change 7" (2005; Zaxxon)

### Con Angry Angles
- Things Are Moving 7" (2005; Shattered)
- Crowds 7" (2005; P. Trash)
- Totally Shattered Euro Tour 7" (2005; Compartido con Angry Angles y Tokyo Electron; Kenrock)
- Split 7" (2006; Compartido con Digital Leather; Shattered)
- Apparent-Transparent 7" (2006; Plastic Idol)

### Con Terror Visions
- World of Shit LP/CD (2007; FDH)
- Endless Tunnel EP
- Blood in America 7" (Disordered)

### Con Destruction Unit
- Self-Destruction of a Man LP/CD (2004; Empty)
- Death to the Old Flesh LP/CD (2006; Empty)

### Como Jay Reatard

#### Álbumes
- Blood Visions LP/CD (2006; In the Red)
- Watch Me Fall LP/CD (2009; Matador)

#### 45s/EP
- Hammer I Miss You 7" (2006; Goner)
- Night of Broken Glass 12" (2007; In the Red)
- Split with the Boston Chinks 7" (2007; P. Trash)
- In the Dark 7"/6" (2007; Squoodge)
- I Know a Place 7" (2007; Goner)
- Blood Demo 7" (2008; Stained Circles)
- See/Saw 7" (2008; Matador)
- Painted Shut 7" (2008; Matador)
- Always Wanting More 7" (2008; Matador)
- Fluorescent Grey 7" (2008; Matador)
- Trapped Here 7" (2008; Matador)
- No Time 7" (2008; Matador)
- Hang Them All/No Garage 7" (2009; Compartido con Sonic Youth; Matador)
- Telephone Network Voltage 7" (2009; Compartido con Thee Oh Sees; Shattered)
- It Ain't Gonna Save Me 7" (2009; Matador)

#### Recopilatorios
- Singles 06-07 LP/CD/DVD (2008; In the Red)
- Matador Singles '08 (2008; Matador)

## Fuente
- Ben Sisario, «Jay Reatard, 29, a Force in Punk Rock, Is Dead», en nytimes.com, 18-2-2010.

- Datos: Q677883
- Multimedia: Jay Reatard / Q677883